# Tidavads socken
Tidavads socken i Västergötland ingick i Vadsbo härad, ingår sedan 1971 i Mariestads kommun och motsvarar från 2016 Tidavads distrikt.
Socknens areal är 16,57 kvadratkilometer varav 15,81 land. År 2000 fanns här 274 invånare.  Kyrkbyn Tidavad med sockenkyrkan Tidavads kyrka ligger i socknen.

## Administrativ historik
Socknen har medeltida ursprung. 
Vid kommunreformen 1862 övergick socknens ansvar för de kyrkliga frågorna till Tidavads församling och för de borgerliga frågorna bildades Tidavads landskommun. Landskommunen uppgick 1952 i Ullervads landskommun som 1971 uppgick i Mariestads kommun. Församlingen uppgick 2009 i Ullervads församling.
1 januari 2016 inrättades distriktet Tidavad, med samma omfattning som församlingen hade 1999/2000.  
Socknen har tillhört län, fögderier, tingslag och domsagor enligt vad som beskrivs i artikeln Vadsbo härad. De indelta soldaterna tillhörde Skaraborgs regemente, Södra Vadsbo kompani och Västgöta regemente, Vadsbo kompani.

## Geografi
Tidavads socken ligger söder om Mariestad kring Tidan. Socknen är en odlad flack slättbygd med inslag av skog.

## Fornlämningar
Från järnåldern finns finns ett gravfält, stensättningar och domarringar. En runsten finns vid Frölunda Bugård

## Namnet
Namnet skrevs 1421 Thiowadh och kommer från kyrkbyn. Namnet innehåller Tidha, Tidan, och vad, 'vadställe'.